# Файт II фон Шьонбург-Глаухау
Файт II фон Шьонбург-Глаухау (* 1418; † 25 ноември 1472) от род Шьонбург-Глаухау, е фогт на Цвикау в Саксония.

## Произход
Той е най-големият син на Фридрих XII фон Шьонбург-Глаухау († 16 юни 1426, убит в битката при Усти над Лабе) и съпругата му София фон Вербен-Майсен († сл. 3 юни 1435), дъщеря на Хайнрих I фон Хартенщайн († 1423), бургграф на Майсен, и Катерина фон Глайхен († 1408). Внук е на Файт I фон Шьонбург-Глаухау († пр. 1422) и Юта фон Лайзниг († сл. 1388/1420). Брат е на Дитрих V фон Шьонбург-Глаухау (1420 – 1453), Фридрих XV фон Шьонбург-Глаухау (1422 – 1480), Катарина фон Шьонбург-Глаухау (1419 – 1453), омъжена за граф Гюнтер XXXII фон Шварцбург-Вахсенбург († 1450), и на Маргарета фон Шьонбург-Глаухау († сл. 1485), омъжена за Йохан Берка фон Дуба († 1457).

## Фамилия
Файт II фон Шьонбург-Глаухау се жени 1439 г. за Анна фон Плауен († пр. 7 октомври 1461), дъщеря на Хайнрих I фон Плауен († 1446/1447), бургграф на Майсен, и Маргарета фон Даме († 1412). Бракът е бездетен.